# حکم شهروندی
حکم شهروندی (به انگلیسی: Citizen Verdict) یک فیلم درام بریتانیایی-آلمانی به کارگردانی فیلیپ مارتینز با بازی آرماند آسانته، جری اسپرینگر و روی شایدر است که در سال ۲۰۰۳ منتشر شد.

## داستان
مارتی راکمن (جری اسپرینگر)، یک تهیه‌کننده تلویزیونی، در حال اجرای یک نمایش واقعی واقعی به نام «حکم شهروندی» است. راکمن به یک محکوم پیشنهاد می‌کند که بی‌گناهی خود را در تلویزیون زنده ثابت کند و تبرئه واقعی بگیرد. و بیننده تلویزیون با رای دادن تلفنی حکم اعدام یا عفو را صادر می‌کند. در صورت صدور حکم اعدام مستقیماً در مقابل قضات ناشناس اجرا می‌شود. این ایده می‌تواند رتبه‌های دیوانه کننده را تضمین کند، اما اگر محکوم به اعدام واقعاً بی‌گناه باشد چه می‌شود.

## بازخوردها
- این فیلم دارای امتیاز ۲۰٪ در راتن تومیتوز است.[۱]
- جیمی راسل از بی‌بی‌سی دو ستاره از پنج ستاره را به فیلم اهدا کرد.[۲]
- استیو پرسال از تمپا بی تایمز به فیلم درجه C- داد.[۳]